# René Fédé
René Fédé est un philosophe français du XVIIe siècle né à Châteaudun en 1645, mort dans la même ville le 17 avril 1716.

## Biographie
René Fédé est le fils de René Fédé, marchand, et de Marie Petit. Il fait des études à Paris ou il est entré dans le cercle des disciples de Descartes. Il a fréquenté l'académie Bourdelot et y a probablement rencontré Jacques Rohault et Claude Clerselier. 
Il a été docteur en médecine de la faculté d'Angers. Il a résidé à Saumur où il a entretenu des relations avec l'académie protestante de la ville, mais rien ne permet d'affirmer qu'il s'était converti au calvinisme.
René Fédé est un philosophe, défenseur de la philosophie de René Descartes qui a subi l'influence de la philosophie du Père Malebranche.
Il a édité en 1673 la troisième édition des Méditations métaphysiques de René Descartes revue et corrigée à partir de la traduction française de la deuxième édition française de 1661 faite par Clerselier. Pour en faciliter l'enseignement, il a divisé les six Méditations en articles avec un système de renvois aux objections et à leurs réponses et a ajouté des sommaires. Adrien Baillet a fait un éloge de cette édition.
En 1683, il a publié sans nom d'auteur la première édition des Méditations métaphysiques de l'origine de l'âme, sa nature, sa béatitude, son devoir, son désordre et sa restauration. Deux rééditions augmentées ont été publiées en 1686 et 1693. Dans ces Méditations, René Fédé se montre un cartésien hétérodoxe. Les Méditations contiennent une métaphysique, ou une philosophie première dans le sens que lui donne Descartes, car elles traitent de la question de Dieu et de ses attributs, de l'âme et de sa nature, mais aussi une esquisse de la physique, en traitant de l'essence des corps, de la nature des mouvements, et des considérations politiques avec des indications sur le droit naturel et l'origine de la société, de la morale. Il traite aussi des anges, esquisse une christologie et développe une doctrine des fins dernières avec des considérations sur la grâce, le jugement dernier et le devenir des âmes séparées des corps.
Pour un cartésien, ces développements ne devraient pas se trouver dans un ouvrage de philosophie. Le développement sur les anges peut traduire l'influence de Malebranche sur René Fédé. Pierre Bayle a souligné le manque de rigueur démonstrative de certaines parties de cet ouvrage lors de sa deuxième édition. Il écrit dans les Nouvelles de la République des Lettres de septembre 1686 : « Chacune de ces méditations contient plusieurs thèses, qui sont comme autant d'aphorismes de métaphysique les uns assez clairs d'eux-mêmes, ou assez probables par le secours qu'ils s'entredonnent ; les autres de pures suppositions qu'on ne prouve point, et qui semblent fort détachées de tout ce qui les précède » .
On lui attribue une Théologie métaphysique parue sans nom d'auteur à Cologne, en 1705. Pour Giuliano Gasparri, la Théologie métaphysique est une édition augmentée de la troisième édition des Méditations métaphysiques de l'origine de l'âme parues en 1693. Cet ouvrage figure dans l’inventaire de la bibliothèque du Père Malebranche effectué par A. Robinet. Giuliano Gasparri pense que cet ouvrage a pour but de défendre la religion catholique à partir de principes cartésiens.
Il est maire de Châteaudun de 1692 à 1723. Il est nommé correspondant de Nicolas Lémery à l'Académie royale des sciences, le 4 mars 1699.

## Publications
- Les méditations métaphysiques de René Descartes touchant à la première philosophie dédiées à Messieurs de la Sorbonne. Nouvellement divisées par articles avec des sommaires à costé, et avec des renvois des articles aux objections et des objections aux responses. Pour en faciliter la lecture et l'intelligence. Par R. F. (René Fédé), 3e édition, chez Michel Bobin et  & Nicolas Le Gras, Paris, 1673 (lire en ligne)
- Méditations métaphysiques de l'origine de l'âme, sa nature, sa béatitude, son devoir, son désordre, sa restauration, s.l., 1683.